# Hoàng triều quan chế
Hoàng triều quan chế là một thư tịch cổ của Việt Nam xuất bản vào năm Minh Mạng thứ 17 1765. Sách gồm 226 trang, quy chế tổ chức quan lại triều Nguyễn, gồm chức tước, phẩm trật, quan văn, quan võ, cơ cấu quan lại ở triều đình và địa phương.
Trong sách còn có các sắc lệnh chế độ lương bổng, có tổng số thôn, xã, huyện,, phủ, của các tỉnh ngoài Kinh thành;số ruộng đất, số đinh của các địa phương; kho tàng trong Kinh;tổ chức quan lại ở kinh đô; chế độ thuế; quy định chọn lính; các loại đặc sản, các loại khoáng sản của các địa phương; cửa ải bến đò, việc tổ chức vận tải đường sông...